# 제7회 카를로비바리 국제 영화제
제7회 카를로비바리 국제 영화제는 1952년 7월 12일에 열린 시상식이다.

## 수상 및 후보

### 대상(장편)
- The Unforgettable Year of 1919 - Michail Čiaureli 수상

### 감독상(장편)
- Achtung! Banditi! - 카를로 리차니 수상
- Frauenschicksale - Slatan Dudow 수상

### 여우주연상(장편)
- Danka - Milka Tuykova 수상

### 남우주연상(장편)
- 세르게이 본다르처크 수상
- Amazing Monsieur Fabre - 삐에르 프레스니 수상